# Architettura per tutti
Architettura per tutti è un saggio di architettura e urbanistica scritto dell'architetto milanese Mario Palanti.

## Descrizione
Il volume fu edito dalle Edizioni d'arte Emilio Bestetti e stampato nelle Officine Grafiche Esperia di Milano. In tela editoriale con titolo impresso in oro sul piatto anteriore e sul dorso, consiste di 70 pagine di testo con allegate 303 tavole in nero impresse solo al recto.
Nel volume Palanti analizza le proprie esperienze architettoniche ed urbanistiche, esponendo le opere più significative della propria vita professionale, un arco temporale che va dal periodo precedente alla Grande Guerra fino alla Seconda Guerra mondiale.